# Gholam-Hossein Mohseni-Eje'i
Gholam-Hossein Mohseni-Eje'i (em persa: غلامحسین محسنی اژه‌ای, romanizado: Ğolām-Hoseyn Mohseni Eže'i; Ezhiyeh, 29 de setembro de 1956) é um político conservador iraniano, jurista islâmico e promotor que atualmente atua como Presidente da Suprema Corte do Irã.
Foi ministro da Inteligência de 2005 a julho de 2009, quando foi abruptamente demitido. Também ocupou diversos cargos governamentais desde 1984.

## Infância e educação
Gholam Hossein Mohseni-Eje'i nasceu em Ezhiyeh, Isfahan, Estado Imperial do Irã, em 1956. Ele se formou na escola Haqqani em Qom e um de seus professores foi Mesbah Yazdi. Ele também obteve um mestrado em direito internacional pela escola Haqqani.

## Carreira
Mohseni-Eje'i atuou como Chefe do Comitê Seleto do Ministério da Inteligência de 1984 a 1985. Posteriormente, foi Representante do Chefe do Judiciário no Ministério da Inteligência (1986-1988). De 1989 a 1990, atuou como Chefe do Gabinete do Procurador para Assuntos Econômicos. Em seguida, ocupou o cargo de Representante do Chefe do Judiciário no Ministério da Inteligência, de 1991 a 1994. Seu cargo seguinte foi o de Promotor do Tribunal Clerical Especial, que ocupou de 1995 a 1997. Foi nomeado Ministro da Inteligência em 24 de agosto de 2005, após obter 217 votos a seu favor no Majlis. Permaneceu no cargo até 26 de julho de 2009, quando foi abruptamente demitido. Não foi dada nenhuma razão para sua demissão, mas acredita-se que esteja relacionada à sua oposição à nomeação de Esfandiar Rahim Mashaei como primeiro vice-presidente. Como porta-voz do judiciário, ele também tem prestado contas à mídia e aos jornalistas.

### Procurador-Geral
Logo após sua demissão, em 24 de agosto de 2009, foi nomeado Procurador-Geral do Irã pelo Chefe do Judiciário, Aiatolá Sadeq Larijani, substituindo Ghorbanali Dorri-Najafabadi.

### Tribunal Clerical Especial
Em 1998, com a decisão de Seyyed Ali Khamenei, sucedeu Mohammad Reyshahri, que ocupava o cargo de Procurador-Geral do Tribunal Especial Clerical. Ele também foi Procurador Especial para o Clero por dois anos.
Um incidente notável durante seu mandato no Tribunal Especial Clerical foi uma briga com Eisa Saharkhiz e uma mordida nele.

### Registros acadêmicos
Mohseni Ejei tem formação docente na Faculdade Baqer al-Uloom do Ministério da Inteligência, lecionando no departamento educacional dos Tribunais Revolucionários e na Faculdade de Ciências Judiciárias.

## Atividades e opiniões
Em 2000, Eje'i foi citado pelo jornalista Akbar Ganji como tendo ordenado pessoalmente o assassinato de Pirouz Davani, um dos mais de 80 intelectuais iranianos assassinados nos assassinatos em cadeia do Irã.
Em 15 de julho de 2009, Mohseni-Eje'i disse a repórteres que seu ministério poderia tornar públicas as confissões feitas por pessoas detidas por semanas sem acesso a seus advogados. Ele afirmou: "As confissões obtidas dos presos poderiam ser tornadas públicas, caso o Judiciário decida divulgar suas declarações". Ativistas de direitos humanos expressaram preocupações de que "essas supostas confissões são obtidas sob coação".
Após sua demissão, o presidente Mahmoud Ahmadinejad elogiou Mohsen-Eje'i como um bom ser humano, mas afirmou que sua remoção era necessária, pois o ministério precisava de grandes mudanças para lidar com a situação. Ele afirmou ainda que, se o ministério tivesse feito seu trabalho corretamente, não teriam ocorrido os sangrentos distúrbios pós-eleitorais, nos quais algumas pessoas morreram, mas não chegou a criticar Mohseni-Eje'i como responsável por eles.
De acordo com a Stratfor, Mohseni-Eje'i é um conservador linha-dura filiado ao clérigo linha-dura Mohammad Yazdi.
Mohseni-Eje'i indicou que acolheria punições alternativas à pena de morte para alguns traficantes de drogas, se essas alternativas propostas pelos professores fossem punições mais eficazes do que a pena de morte. No entanto, ele afirmou que, até o momento, os críticos da pena de morte no Irã não ofereceram alternativas que lidassem efetivamente com as gangues de traficantes iranianas.

## Sanções
Mohseni-Eje'i estava entre várias autoridades iranianas que foram sancionadas em 2011 pelo Departamento de Estado dos Estados Unidos e pela União Europeia por seu papel na repressão aos protestos nas eleições presidenciais iranianas de 2009.